# Pratau
Pratau ist eine Ortschaft der Lutherstadt Wittenberg in Sachsen-Anhalt. Sie umfasst die Ortsteile Pratau und Wachsdorf.

## Geografie
Pratau liegt ca. 3 km südlich des Stadtzentrums auf der gegenüberliegenden Elbseite in der Elbaue und gehört zum Biosphärenreservat Mittelelbe der UNESCO.

## Geschichte
Das im Jahre 973 urkundlich ersterwähnte Pratau wurde um die Mitte des 1. Jahrtausends vor Christi von den Germanen besiedelt. Während der Völkerwanderungszeit kamen in der zweiten Hälfte des 6. Jahrhunderts Slawen über Böhmen, die Erzgebirgspässe und dann elbabwärts weiter bis in die Gegend der Saalemündung. Dieser Besiedlungszug gründete an einer wichtigen Elbfurt den Ort Pratau. Der slawische Ortsname leitet sich aus dem Wort „Broth“ bzw. „Brotha“ ab, was so viel wie Übergang oder Überfahrt durch die Elbe bedeutet. Noch im Jahre 1513 lautete die Schreibweise des Ortsnamens „Brathow“. Ab dem 8. Jahrhundert ist der Bau slawischer Burgwälle in der Region nachweisbar, was möglicherweise durch das zeitgleiche Vordringen der Franken bis an die Saale mit ausgelöst sein könnte. Viele der Ortsnamen der Umgebung sind slawischen Ursprungs.
Im 12. Jahrhundert wurden die Slawen durch die bäuerliche deutsche Ostsiedlung in die Defensive getrieben, im 13. Jahrhundert besiedelten auch Flamen das Gebiet.
Um 1200 wurde in Pratau eine Propstei gegründet, die wegen häufiger Überschwemmungen zwischen 1320 und 1330 nach Kemberg verlegt wurde. Eine Flurbezeichnung Propstei auf den Elbwiesen weist heute noch darauf hin.
Wittenberg war seit 1260 eine befestigte Residenz im Schnittpunkt zweier Handelsstraßen, die durch Pratau hindurchführten. 1293 erhielt Wittenberg das Stadtrecht, was dazu führte, dass die umliegenden Dörfer wie auch Pratau beim wirtschaftlichen Aufbau der Stadt Wittenberg eine nicht unbedeutende Rolle spielten. Mit dem Regierungsantritt von Friedrich dem Weisen 1486 wurde Wittenberg weiter ausgebaut, und von der Gründung der Universität im Jahre 1502 profitierte auch Pratau. Es stellte die Hofjäger und die Försterei.
Im Laufe der Zeit erhielt die Universität eine immer größere Bedeutung. Martin Luthers Frau Katharina von Bora hatte nach seinem Tod ein Anwesen in Wachsdorf, das heute zu Pratau gehört. Auf dem Friedhof von Pratau liegt ein Enkel Lucas Cranachs des Älteren begraben. Der Siebenjährige Krieg brachte große Zerstörungen über Wittenberg und seine Vorstädte.
1787 wurde die neue Elbbrücke fertiggestellt. Im Jahr 1806 hatte das Dorf 69 Häuser und 500 Einwohner. Zu ihm gehörten die Nieberische Mark und die Pratauer Ober- und Niedermark.
Napoleon besetzte 1806 Wittenberg. Mit dem Wiener Kongress fiel Wittenberg 1815 an Preußen und wurde 1820 preußische Garnisonsstadt. 1842 oder 1843 wurde für die Kirche in Pratau eine Orgel angeschafft. Das Werk von Carl Friedrich Wilhelm Loewe aus Delitzsch wurde mit 13 Registern auf einem Manual und Pedal ausgestattet. 1873 begann mit dem Entfestigungsbeschluss der industrielle Aufschwung in Wittenberg und Umgebung. In Pratau gab es zum damaligen Zeitpunkt ca. 50 Gewerbe.
1903 gründete der Leipziger Kaufmann Emil Krüger in Bad Düben die Milka-Nährmittelfabrik. Das Werk Pratau besteht seit 1905. Die anfängliche Zahl von 20 Beschäftigten stieg rasch auf das Zehnfache. Die heimischen Rohstoffe wie Milch, Talg und Schweineschmalz wurden auf Grund der Nachfrage nach den Produkten der Firma bald knapp, sodass man auf Pflanzenfette zurückgreifen musste. Folgerichtig entstand 1908 eine Ölraffinerie, die „Pratana“, und es wurde Pflanzenbutter erzeugt. 1920 wurde die Firma vom Unternehmen Van den Bergh übernommen und ging schließlich 1930 in die damals gegründete Unilever über. In der DDR wurde das Margarinewerk Pratau 1950 in die VVB Öl- und Margarineindustrie Magdeburg eingegliedert und kam 1979 zum VEB Kombinat Öl und Margarine Magdeburg. Nach der Wende ging die Produktionsstätte an die Unilever Bestfoods Deutschland, 1991 begann die Herstellung von Rama und 1994 die von Lätta.
Im Jahr 2002 wurde durch das Jahrhunderthochwasser fast der ganze Ort überflutet, darunter auch die komplette Unilever-Werksanlage. Diese konnte aber durch die vorbildliche Hilfe der Belegschaft und Helfer innerhalb weniger Tage wieder das volle Produktionsvolumen erreichen.
Am 15. Oktober 1993 wurde die bis dahin selbstständige Gemeinde Pratau zusammen mit ihrem Ortsteil Wachsdorf in die Kreisstadt Lutherstadt Wittenberg eingemeindet.
In Pratau gibt es eine Grundschule mit etwa 80 Schülern, die auch aus den umliegenden Ortschaften kommen.

## Sehenswürdigkeiten
siehe Liste der Kulturdenkmale in Lutherstadt Wittenberg
Gedenkstätten
Gedenkstein auf dem Dorfplatz für die Widerstandskämpfer gegen Faschismus und Krieg

## Verkehr

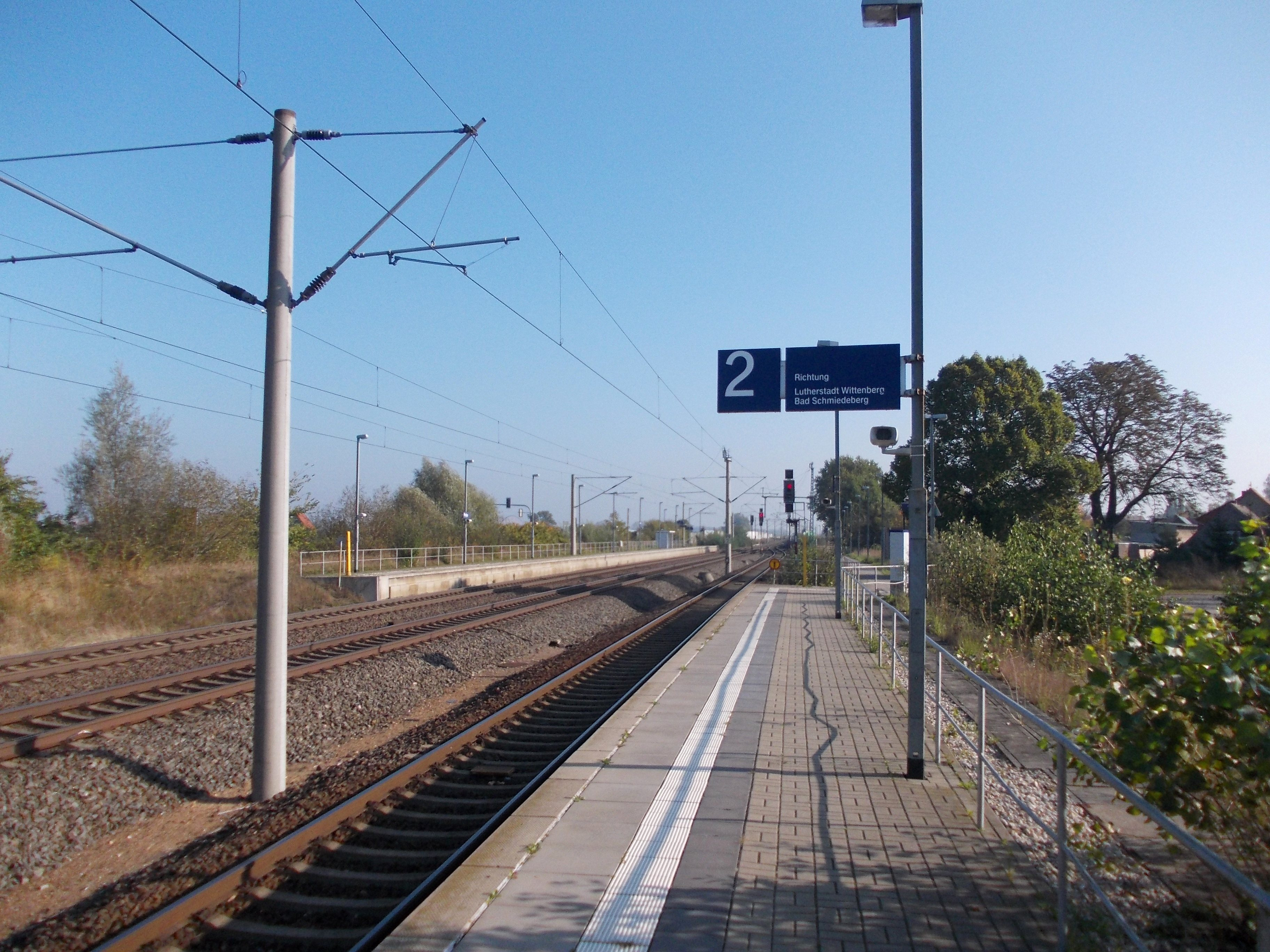
Bahnhof Pratau

### Schienenverkehr
Pratau hat einen Bahnhof an der Bahnstrecke Berlin–Halle. Die Linien S 2 und S 8 der S-Bahn Mitteldeutschland verbinden den Ort in nördlicher Richtung mit Lutherstadt Wittenberg und in südlicher Richtung mit Bitterfeld sowie alternierend mit Halle (Saale) bzw. Leipzig.
Der Verkehr auf der abzweigenden Bahnstrecke Lutherstadt Wittenberg–Bad Schmiedeberg wurde im Dezember 2014 eingestellt. In den Jahren 2016 und 2017 verkehrten von Ende April bis Ende Oktober an den Wochenenden jeweils drei Zugpaare zwischen Lutherstadt Wittenberg, Bad Schmiedeberg und Eilenburg. Seit 2018 werden zu bestimmten Terminen Sonderfahrten auf der Strecke veranstaltet.

### Straßenverkehr
Die Bundesstraße 2 von Berlin nach Leipzig führt durch das Ortsgebiet. Im Jahr 2000 wurde in Zusammenhang mit der Eröffnung der neuen Elbbrücke die Ortsumgehung Pratau fertiggestellt. Die Landesstraße L 131 verbindet Pratau mit Oranienbaum.

## Vereinsleben
Der Sportverein Blau-Rot Pratau hat über 400 eingeschriebene Mitglieder in verschiedenen Abteilungen, vom Fußball über Volleyball, Tischtennis, Judo, Kegeln und Step Aerobic bis zum Schach. Die Sportfreunde können dazu eine Turnhalle und eine Kegelbahn und das nach der Flut wieder aufgebaute Stadion nutzen. Im Sommer 2005 war die Erweiterung des Sportlerheims beendet.
Die Freiwillige Feuerwehr Pratau wurde vor über 145 Jahren gegründet. Sie zählt mittlerweile zu den größten Stützpunkten im Stadtgebiet von Wittenberg. Das renovierte Feuerwehrhaus mit dem roten Schlauchturm ist ein Wahrzeichen Prataus. Mit ihren diversen Abteilungen zählt die Feuerwehr über 100 Mitglieder und ist bei Veranstaltungen und sonstigen Aktionen stets ein zuverlässiger Partner der Gemeinde. Zudem unterhalten die Vereinsangehörigen seit 1990 eine enge Partnerschaft mit den Freiwilligen Feuerwehren der Samtgemeinde Thedinghausen im Landkreis Verden (Niedersachsen). Ebenfalls seit 1990 existiert eine mitgliederstarke und aktive Jugendfeuerwehr. Im Jahr 2007 wurde zudem eine Kinderfeuerwehr gegründet.
Weiterhin gibt es in Pratau einen Freizeit- und Seniorenclub mit über 160 Mitgliedern.

## Persönlichkeiten
- Christoph Bauer (1718–1778), Pfarrer in Pratau
- Friedrich August Körnicke (1828–1908), Agrikulturbotaniker, in Pratau geboren
- Theodor Wotschke (1871–1939), Pfarrer in Pratau
- Helmut Rippl (1925–2022), Gartenarchitekt, wuchs in Pratau auf
- Helmut Morche (* 1930), FDJ- und SED-Funktionär, in Pratau geboren
- Wolfgang Sämann (* 1940), Schriftsteller, in Pratau geboren